# Imatges i vídeos editorials
Les imatges i vídeos editorials són aquells que s'utilitzen per acompanyar articles periodístics, revistes, notícies... Acostumen a explicar i complementar les històries dels textos als quals acompanyen. No obstant, també poden tenir les seves pròpies narratives.

## Descripció

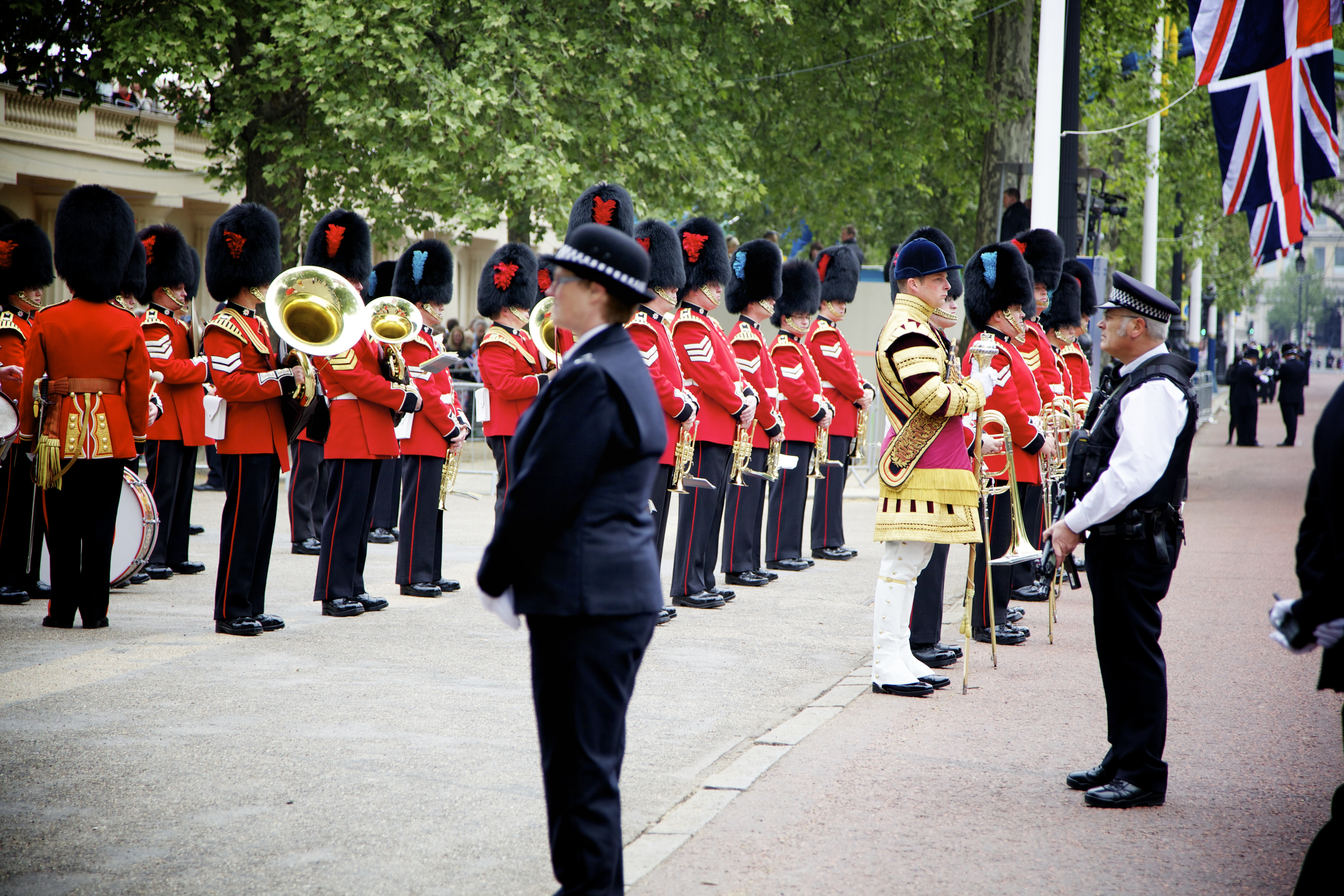
Exemple d'imatge editorial

Les imatges editorials solen estar vinculades a l’actualitat. Els fotògrafs les prenen amb l’objectiu que apareguin a diaris i revistes. Aquestes fotografies tenen la finalitat de mostrar al públic moments concrets i d'informar sobre esdeveniments. Si hi apareixen persones, normalment, són personatges coneguts o vinculats amb un fet concret. Són una font de documentació gràfica molt important i la majoria són exclusives, no es troben en altres llocs.

## Ús
Aquest tipus d’imatges estan destinades a ser publicades. Contribueixen a la història que s'explica, sempre volen comunicar informació a l’espectador. Molt estranyament s'utilitzen per vendre algun producte, només en alguns casos molt excepcionals es fan servir imatges editorials en projectes publicitaris. Per això, la finalitat principal de les imatges i els vídeos editorials és mostrar el món en el qual vivim.

### Stock i bancs d'imatges
En el món de les imatges de stock les fotografies i vídeos editorials formen una part essencial. La fotografia de stock editorial és molt important, ja que és una font per molts redactors i escriptors d’articles. Són la contraposició a la fotografia comercial, per tant, totes aquelles imatges que no siguin considerades com a tal, es converteixen automàticament en fotografies de stock editorial. Pel que fa als vídeos de stock editorial, acostumen a ser gravacions actuals o històriques amb molt de valor i exclusivitat, d’això depèn també el seu cost econòmic.
Tots aquests arxius es poden trobar en els anomenats bancs d’imatges, pàgines web dedicades a l’adquisició de fotografies i vídeos fets per professionals i que s'utilitzen en treballs editorials o en el desenvolupament de projectes publicitaris i promocionals. Els usuaris en poden comprar els drets, els quals permeten utilitzar les imatges amb finalitats informatives, culturals o educatives. Els preus de les imatges varien segons el banc en què es trobi, valorant la seva professionalitat, exclusivitat i qualitat. Molts bancs d’imatges, com ara Getty Images i Shutterstock, tenen seccions específiques per imatges i vídeos editorials, que podem adquirir pagant-ne les llicències corresponents.
Cal dir que en altres variants del stock com el microstock, la secció editorial no té tanta rellevància.

## Creació
Tot i que hi ha temes que tendeixen a ser més editorials que altres, pràcticament qualsevol subjecte es pot fotografiar amb un estil editorial. Per fer una sessió de fotos editorial, la primera prioritat ha de ser la narrativa, allò que es vol explicar i transmetre al públic. S'ha de planificar molt bé tota la sessió, per això darrere d’aquest tipus d’imatges hi ha un gran equip creatiu que s'encarrega de, primerament, escriure un redactat amb les idees que es volen plasmar a les fotografies i/o vídeos. Els informes creatius són una part molt important en qualsevol publicació.
Un cop fetes les fotografies o gravats els vídeos, es passa a la fase de postproducció. Els retocs que es fan als arxius varien en cada cas, depenent del contingut i de l’ús final, cada projecte és únic i diferent. En general, totes les imatges que apareixen a les revistes estan molt polides i força editades per aconseguir un aspecte perfecte.

## Drets i llicències
Els drets de les imatges i vídeos editorials són molt limitats. En la concessió de llicències de certes fotografies, s'utilitza la paraula "editorial" per fer referència a les fotografies que no es poden utilitzar en la publicitat. És a dir, només tenen una finalitat informativa. No obstant, desviant-se una mica de l’àmbit editorial, caldran altres permisos. Per exemple, si a les imatges apareixen persones o marques, sempre serà necessari demanar el permís del model o empresa.
Si parlem d’imatges amb llicència Right Managed, no hi ha cap problema, ja que aquesta llicència és vàlida per imatges editorials i Creative, pagant el seu respectiu preu. Tanmateix, s'ha d’anar amb compte amb les imatges Royalty Free, donat que la qualitat no és gaire bona i la quantitat d’imatges és bastant pobra pel que fa al sector editorial.